# Сажин, Пётр Алексеевич
Пётр Алексе́евич Сажин (19 июня 1919, Матвеевка, Самарская губерния — 5 февраля 1999, Екатеринбург) — советский и российский скульптор. Член Союза художников СССР, заслуженный художник РСФСР (1968). Известен как мастер скульптурного портрета и автор значимых монументов в Екатеринбурге.

## Биография
Родился 19 июня 1919 года в деревне Матвеевка Самарской губернии.
В 1935—1939 годах учился в Казанском художественном училище у С. С. Ахуна. Работал в товариществе «Татхудожник». В 1940 году был призван в армию, в должности командира отделения участвовал в военных действиях против Японии. Награждён медалью «За Победу над Японией».
В 1946 году переехал в Свердловск, где начал художественную деятельность. Одной из первых его скульптурных работ в 1946 году стал бюст Л. Н. Толстого, выставлявшийся на Свердловской художественной выставке 1947 года. В том же году Сажин вступил в члены Союза художников СССР.
В 1951 году получил первую премию в конкурсе на создание памятника П. Морозову. В следующем 1952 году в честь 25-летия со дня гибели Морозова памятник ему авторства Сажина был установлен на родине пионера в Герасимовке, а копия — в одноимённом парке Свердловска.
С 1958 года совместно с Г. И. Белянкиным и В. М. Друзиным участвовал в создании Памятника воинам Уральского добровольческого танкового корпуса. Первоначальный проект Сажина представлял собой одну фигуру танкиста, а вариант Друзина — две фигуры: рабочего и танкиста. Жюри конкурса присудило первую премию скульптору Друзину и архитектору Белянкину, вторую — скульптору Сажину и архитектору Белянкину. В итоге городские власти пригласили двоих художников и архитектора для работы над памятником, который был открыт в Свердловске 23 февраля 1962 года.
Выполнил несколько портретов П. П. Бажову. Первый из них, созданный скульптором в 1956 году, был полноростовым и выставлялся в 1957 году в ЦПКиО им. Горького в Москве. В 1979 году Сажин получил заказ на изготовление скульптуры для Сысерти. Бронзовый бюст был установлен в центре города в 1982 году.
Многократно принимал участие в городских, областных, республиканских и всесоюзных выставках. Его произведения хранятся в фондах Екатеринбургского музея изобразительных искусств и Нижнетагильского музея изобразительных искусств.
Скончался 5 февраля 1999 года в Екатеринбурге. Похоронен на Сибирском кладбище.

## Известные работы
- Гипсовые портреты Героев Социалистического труда А. И. Рубцова, Г. Е. Шантарина, О. П. Афанасьевой (1947), сталевара Н. Х. Базетова (1949, чугун)
- Скульптуры старого большевика К. Г. Ретнева (1950, чугун), И. А. Камбарова (1955, гипс)
- Памятник Павлику Морозову (Свердловск, парк им. П. Морозова, и Герасимовка (1952))
- Памятник Комсомолу Урала (1958)
- Памятник Уральскому добровольческому танковому корпусу (1962, в соавторстве с В. М. Друзиным)
- Бюсты А. М. Горького (1970, гальванопластика) и В. К. Блюхера (1972, гранит)
- Памятник П. П. Бажову в Сысерти (1984, бронза).

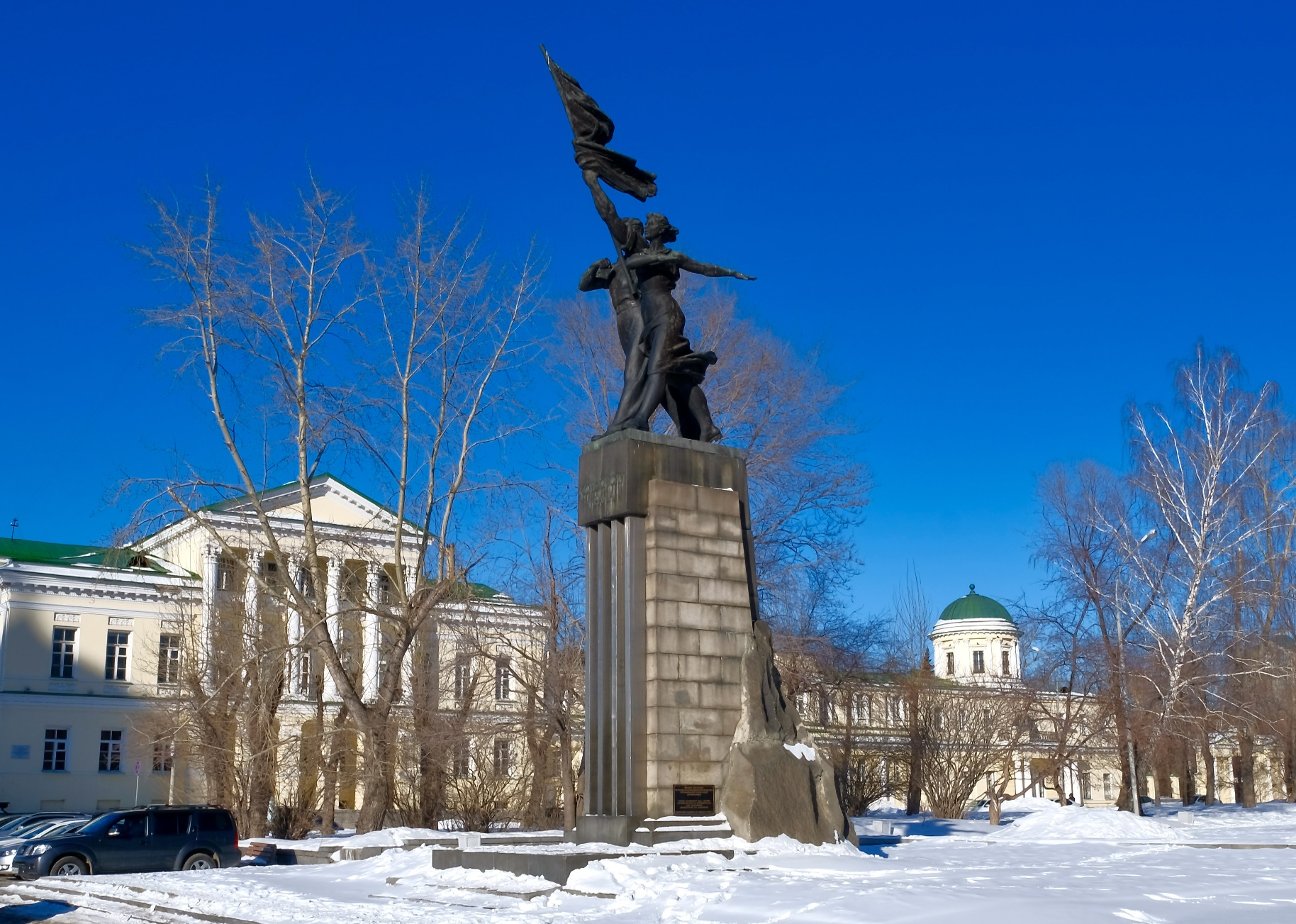
Памятник Комсомолу Урала
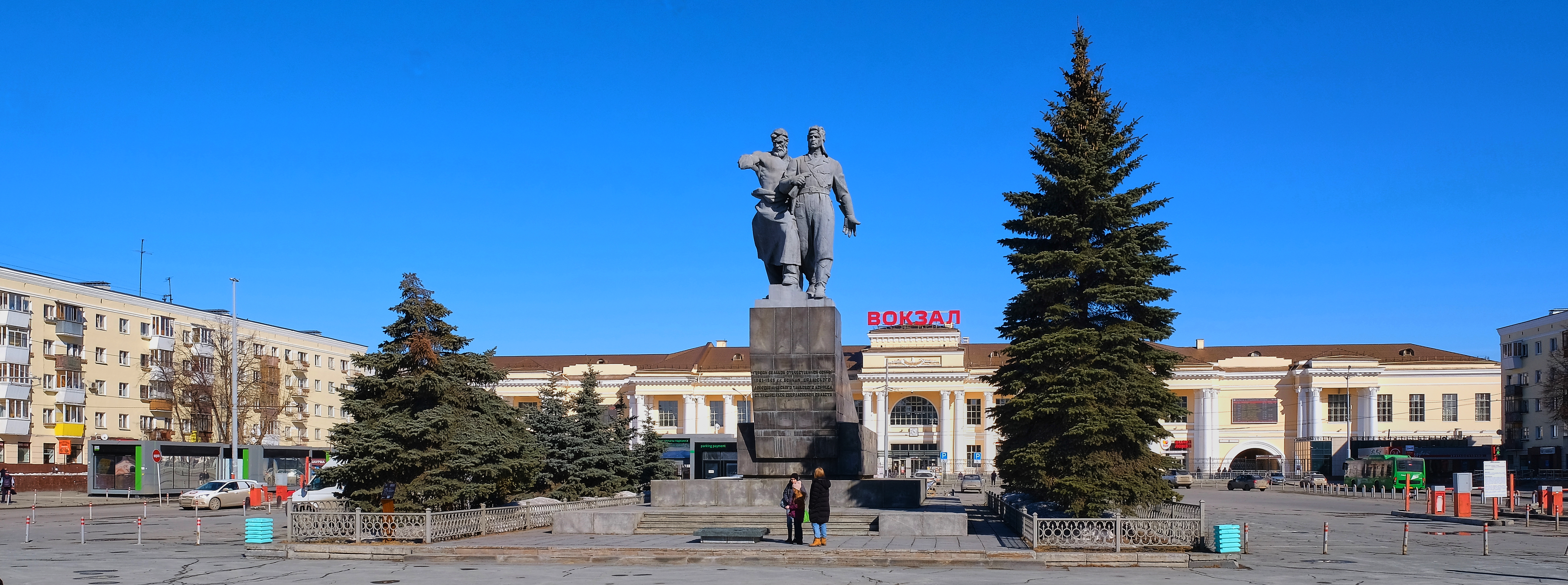
Памятник воинам УДТК
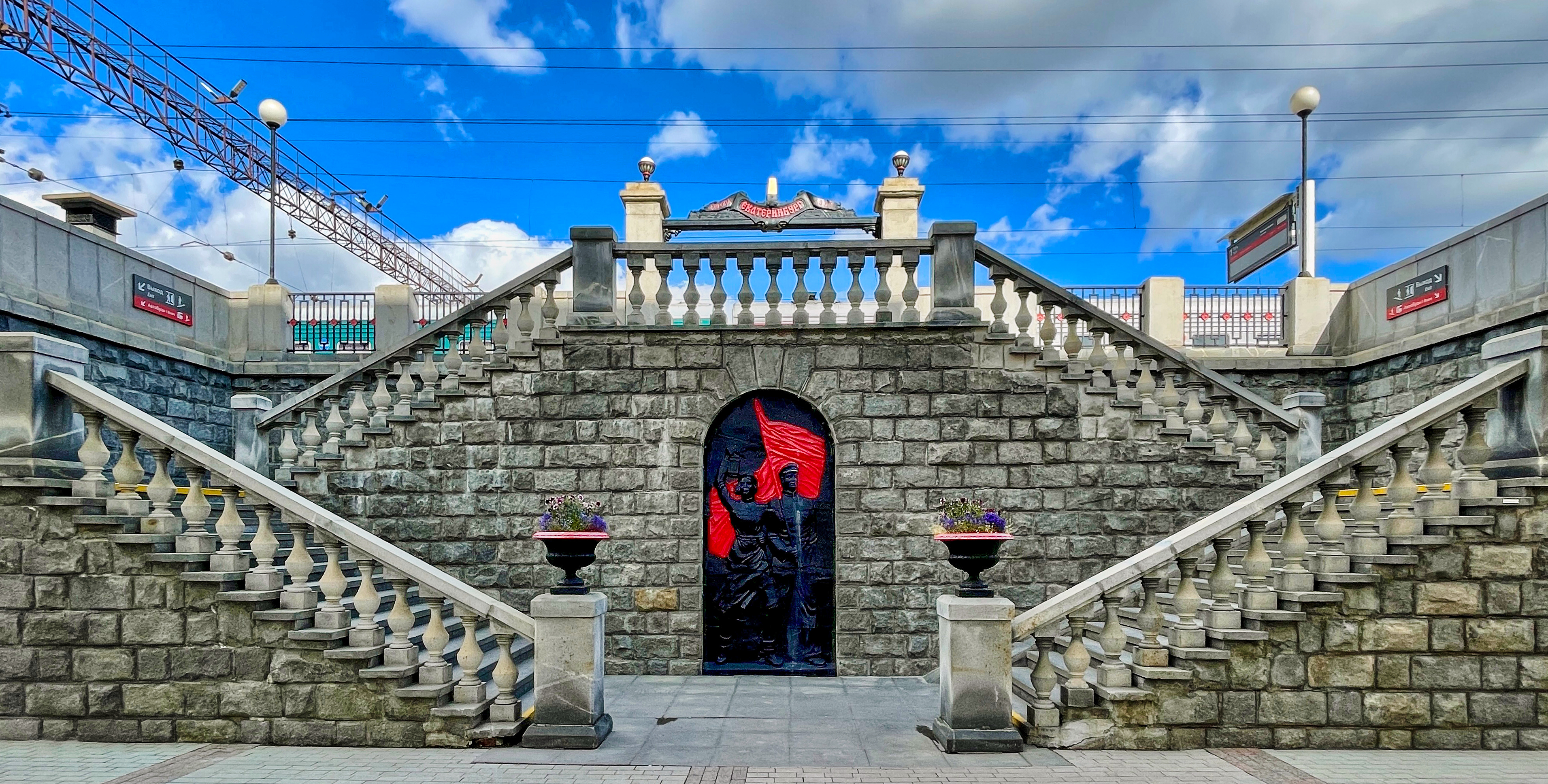
Чугунный барельеф на станции Екатеринбург-Пассажирский
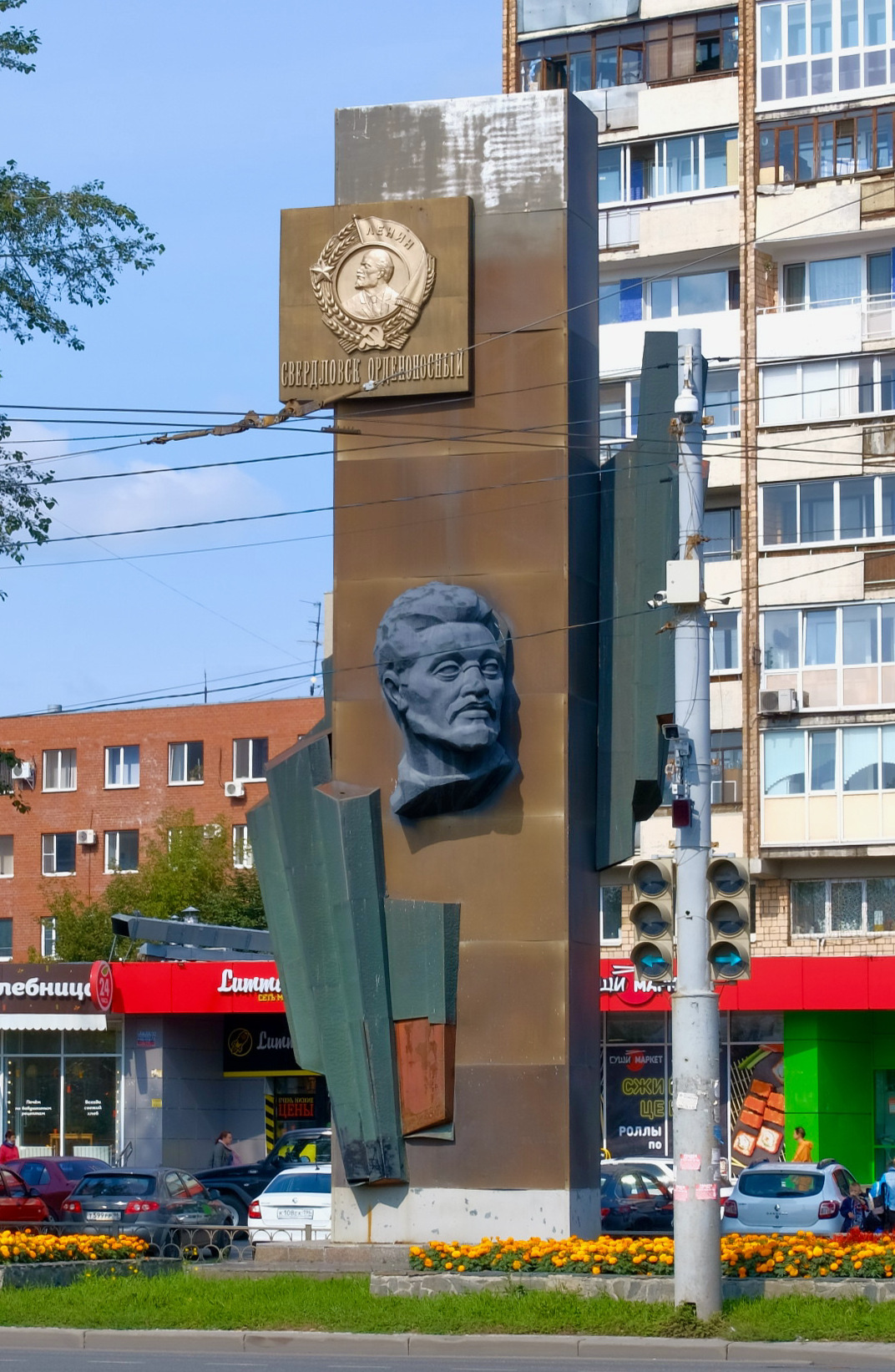
Барельеф с портретом Я. М. Свердлова на стеле «Свердловск Орденоносный»
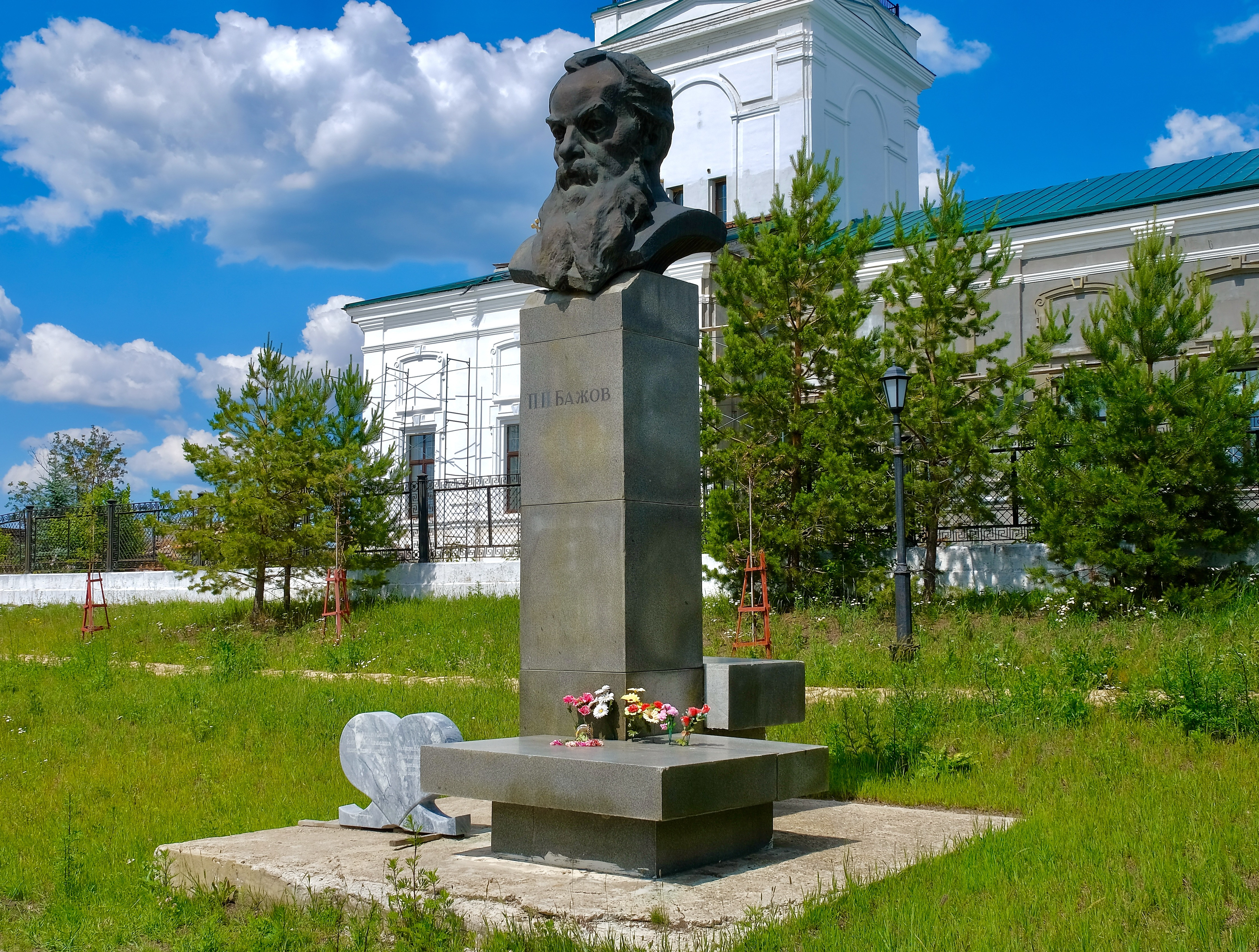
Памятник П. П. Бажову (Сысерть)

## Критика
Б. В. Павловский отмечал заслуги Сажина в развитии скульптуры на Урале, подчёркивая его умение запечатлеть в произведениях силу духа советских людей. Одной из лучших станковых работ скульптора Павловский считал бюст сталевара Н. X. Базетова, отмечая энергичность образа и выразительность черт лица.